# سام وينال
سام وينال (بالإنجليزية: Sam Winnall)‏ (19 يناير 1991 بولفرهامبتن في المملكة المتحدة - ) هو لاعب كرة قدم بريطاني في مركز الهجوم. لعب مع سكونثورب يونايتد وشروزبري تاون ونادي إنفرنيس ونادي بارنسلي ووولفرهامبتون واندررز ونادي هيرفورد ونادي بيرتن ألبيون.

## وصلات خارجية
- سام وينال على موقع قاعدة بيانات كرة القدم.إي يو (الإنجليزية)
- سام وينال على موقع Soccerbase.com (لاعب) (الإنجليزية)
- سام وينال على موقع Soccerway.com (الإنجليزية)
- سام وينال على موقع عالم كرة القدم.نت (الإنجليزية)